# Heilige-Geist-Viertel

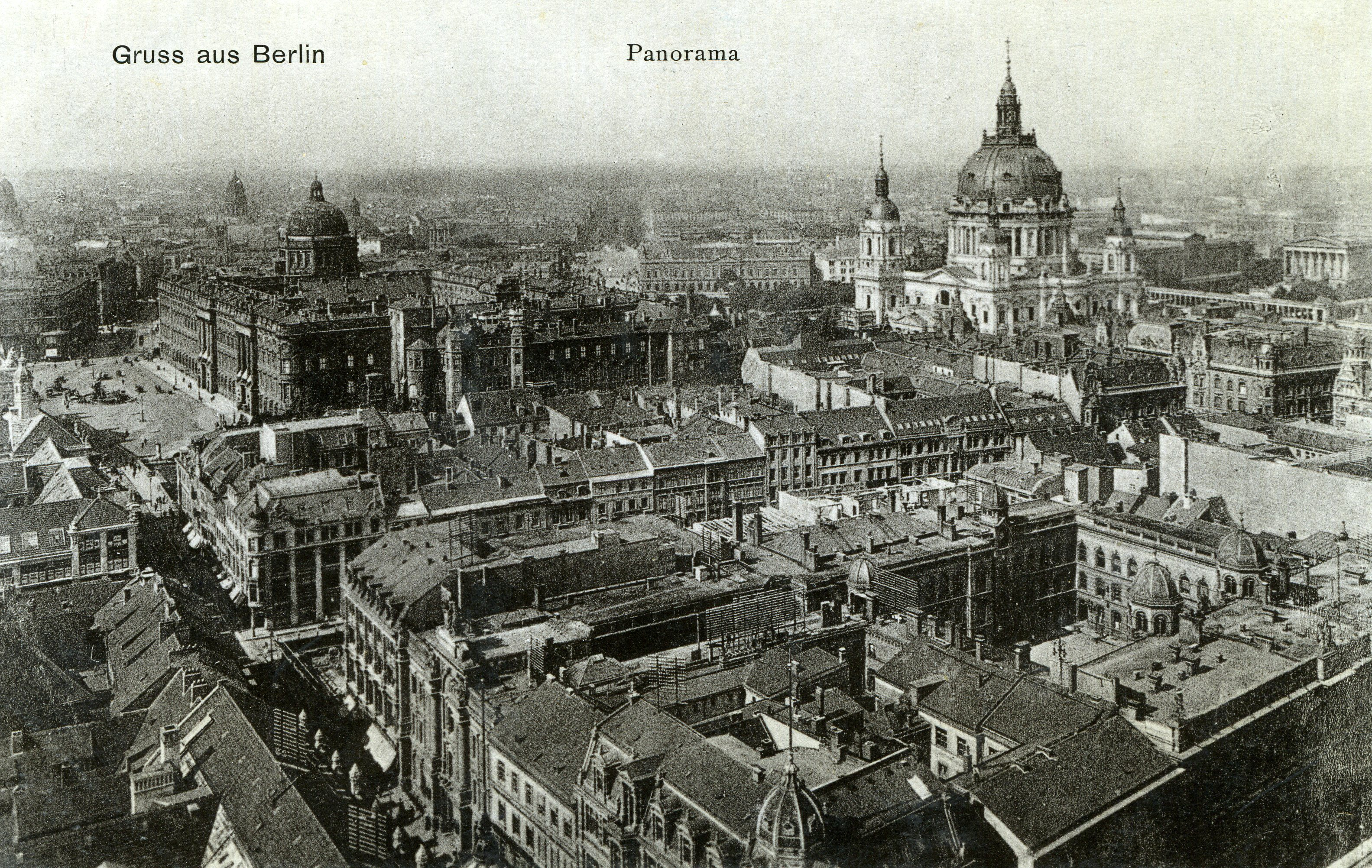
Bild vom Heilige-Geist-Viertel, im Hintergrund das Berliner Schloss und der Berliner Dom, gemacht vom Turm des Roten Rathauses, ca. 1910

Das Heilige-Geist-Viertel ist eins von ehemals vier Vierteln im historischen Stadtteil Alt-Berlin, der zum heutigen Ortsteil Mitte gehört. Der Name existiert mindestens seit 1727 und nimmt Bezug auf das Heilig-Geist-Spital, von dem heute noch die Heilig-Geist-Kapelle existiert. Heute ist die Bezeichnung im Bereich der Stadtplanung wieder von Bedeutung.

## Geschichte
Die Geschichte des Heilige-Geist-Viertels geht bis in die Zeit der Gründung der Stadt Berlin um 1230 zurück, als die Marienkirche im benachbarten Marienviertel bereits urkundlich erwähnt wurde. Zu dieser Zeit wurde die Stadt im Norden bis zur Neuen Friedrichstraße (heute in diesem Bereich Anna-Louisa-Karsch-Straße) erweitert und wenig später mit einer Stadtmauer umgeben. Im späten Mittelalter bestand die Stadt Berlin nach einem überlieferten Feuerwehr-Alarmplan aus den vier Stadtvierteln Marienviertel, Heilige-Geist-Viertel, Nikolaiviertel und Klosterviertel.

## Bauwerke im Heilige-Geist-Viertel

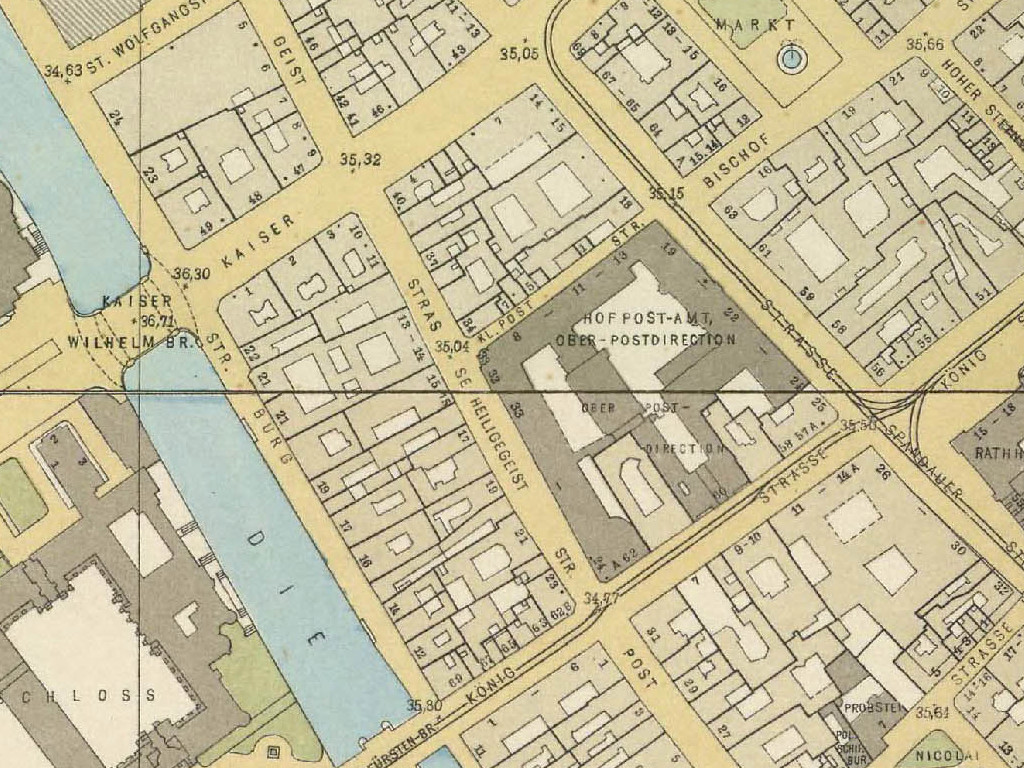
Heilige-Geist-Viertel auf dem Straubeplan, 1910

### Heilig-Geist-Spital

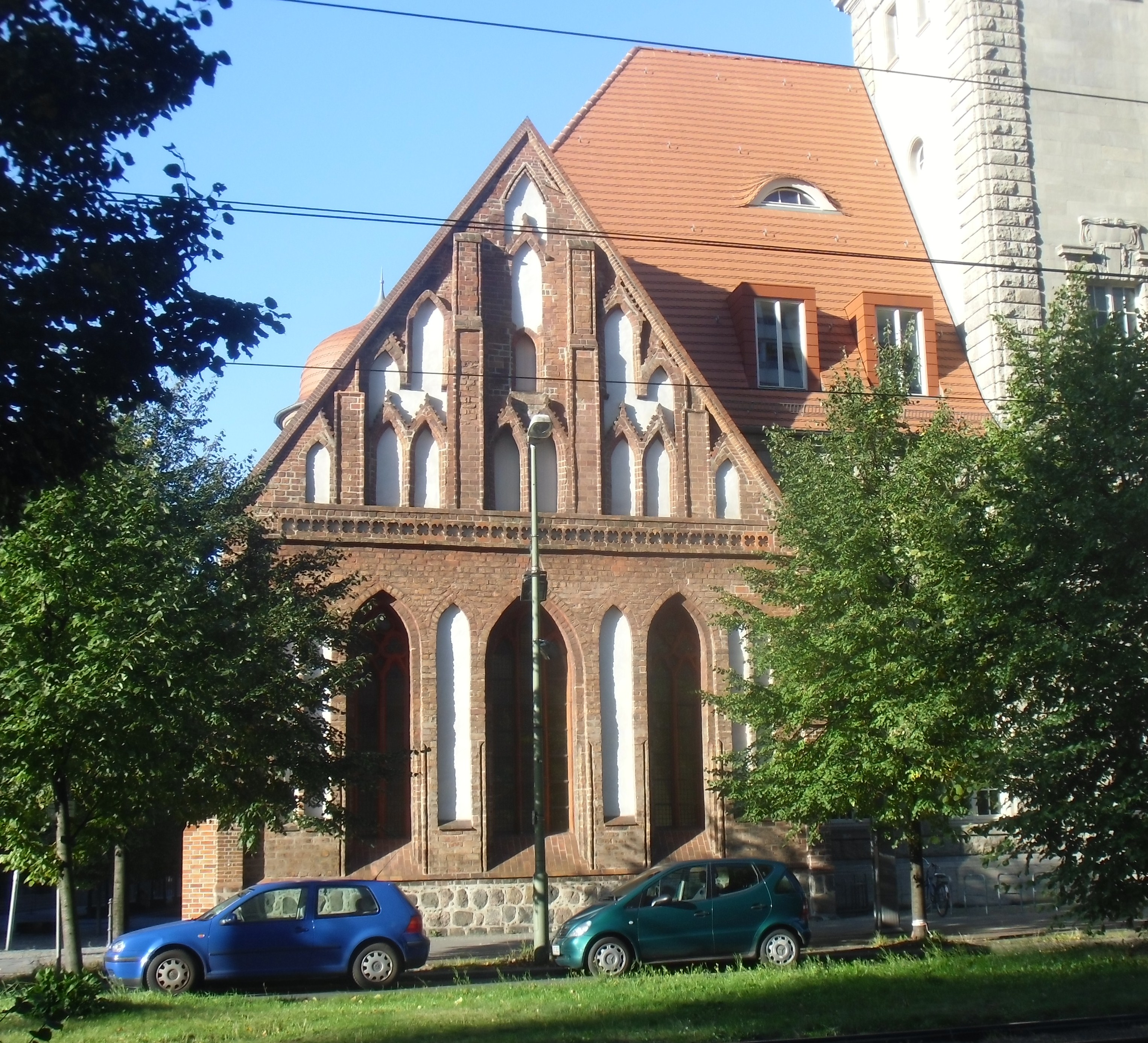
Heilig-Geist-Kapelle, 2007

Das Heilig-Geist-Spital war eine der ältesten Berliner Stiftungen und wurde erstmals 1272 im Gildebrief der Bäcker erwähnt. Es war eins von drei Hospitälern im mittelalterlichen Berlin. Es befand sich auf der westlichen Seite der Spandauer Straße unweit des heute nicht mehr existierenden Spandauer Tores und diente der Alten- und Krankenpflege. Die zum Spital gehörende Heilig-Geist-Kapelle wurde etwa um 1300 errichtet und ist eines der ältesten erhaltenen Bauwerke Berlins. Von 1655 bis zum Bau der Garnisonkirche 1703 wurde die Kapelle von der Berliner Garnison genutzt. Später fanden hier bis 1905 katholische Gottesdienste statt. Das Spitalsgebäude wurde 1825 abgerissen und durch einen zweigeschossigen Neubau ersetzt. 1906 wurde die Kapelle als Hörsaal in den Neubau der Handelsschule der Berliner Kaufmannschaft einbezogen, die später in der Wirtschaftswissenschaftlichen Fakultät der Humboldt-Universität zu Berlin aufging. Von den Baulichkeiten des Spitals ist allein die Kapelle erhalten geblieben.

### Spandauer Tor

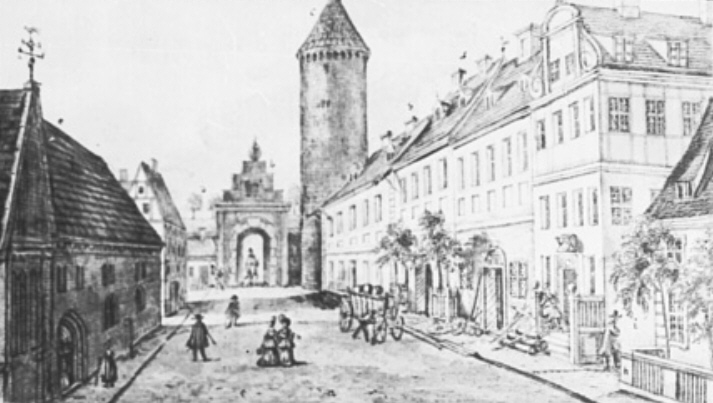
Blick auf das Spandauer Tor um 1700

Das mittelalterliche Tor befand sich am nördlichen Ende der Spandauer Straße dicht beim Heilig-Geist-Spital.
Mit dem Bau der barocken Befestigungsanlage unter Johann Gregor Memhardt wurde das Tor nach Nordosten zwischen zwei Bastionen verlegt. Nach dem Abtragen der Festungswerke bildete sich vor diesem ehemaligen Barocktor an der Gabelung Oranienburger Straße / Rosenthaler Straße um 1750 ein Platz heraus – der Hackesche Markt.

### Schlossfront und Hotels

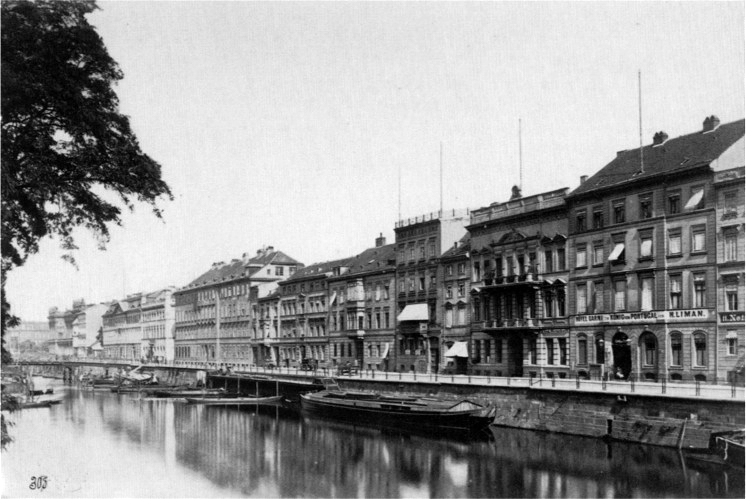
Burgstraße, Schloßfront

In der Burgstraße 16 befand sich das Hotel König von Portugal, in dem Lessings Stück Minna von Barnhelm spielte. Die Herberge war bei Schlossgästen bekannt und verfügte über einen besonders romantischen Innenhof. Ebenso befand sich als weiteres Hotel in der Burgstraße das Hotel de Saxe (1869: Nr. 20), das Böttcher‘s Hotel (Nr. 11), das Cassels Hotel (Nr. 13, ab 1891: Nr. 16), das Netzler’s Hotel (1912: Nr. 15) und das Börsen-Hotel (ab 1880: Nr. 27/27a).

### Palais Itzig

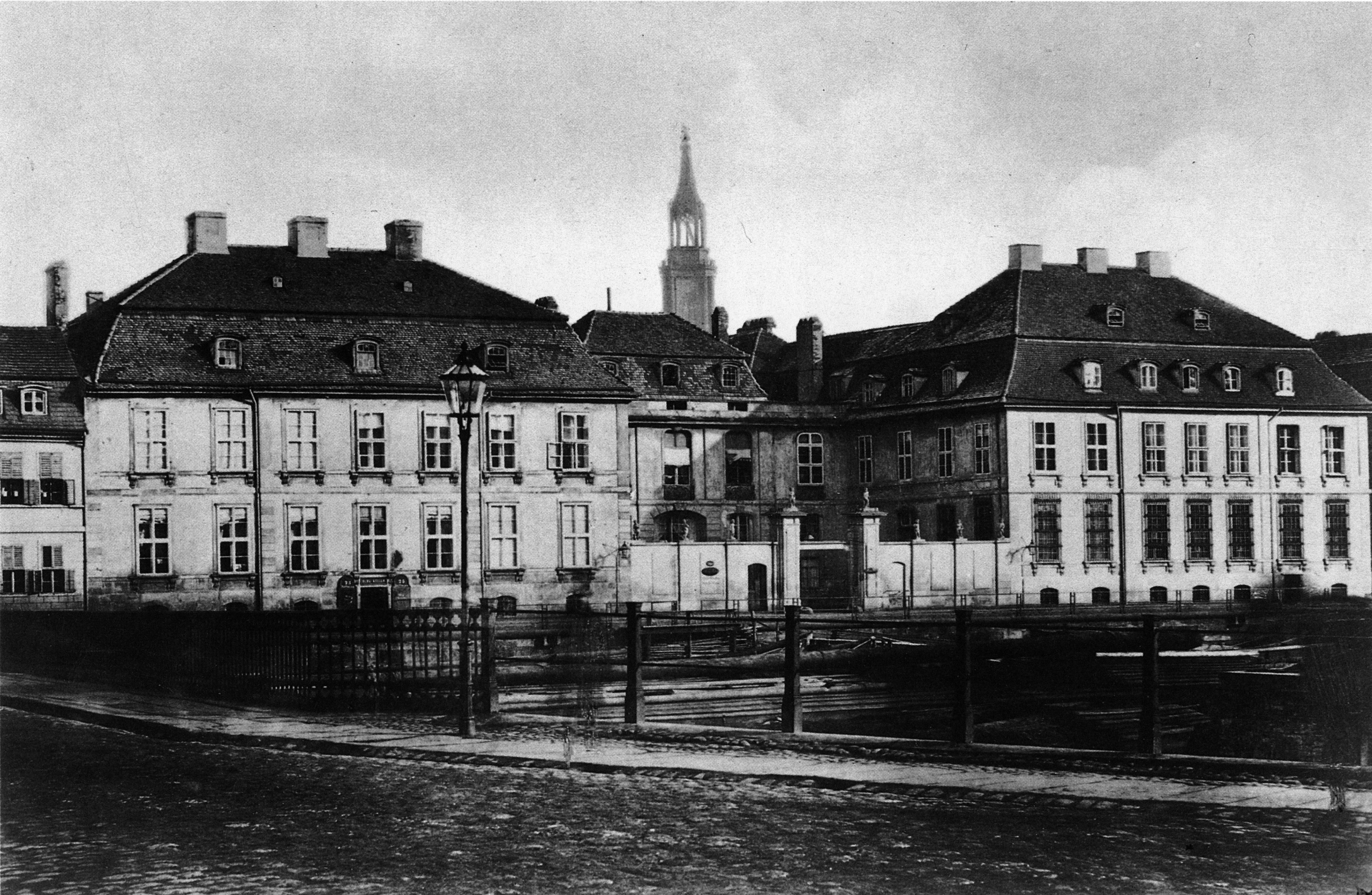
Palais Itzig um 1857, über die Spree gesehen von der Friedrichsbrücke aus

Bauherr des Gebäudes an der Ecke Burgstraße und Neue Friedrichstraße (heute Anna-Louisa-Karsch-Straße) war Daniel Itzig (1723–1799), ein Bankier Friedrichs II. 1762 erwarb Itzig fünf Häuser an der Burgstraße, darunter das 1718 von Philipp Gerlach erbaute Palais Montargues, ließ sie abreißen und an ihrer Stelle bis 1765 durch Oberbaurat August Gotthilf Naumann d. J. ein barockes Palais errichten, das später die Adresse Burgstraße 25 erhielt. 1817 wurde es von Itzigs Nachkommen an den Arzt Nathan Friedländer verkauft. Von dessen Sohn Carl Jacob Friedländer erwarb es 1856 die Korporation der Kaufmannschaft, die es durch den Neubau der Börse (s. u.) ersetzen ließ.

### Börse

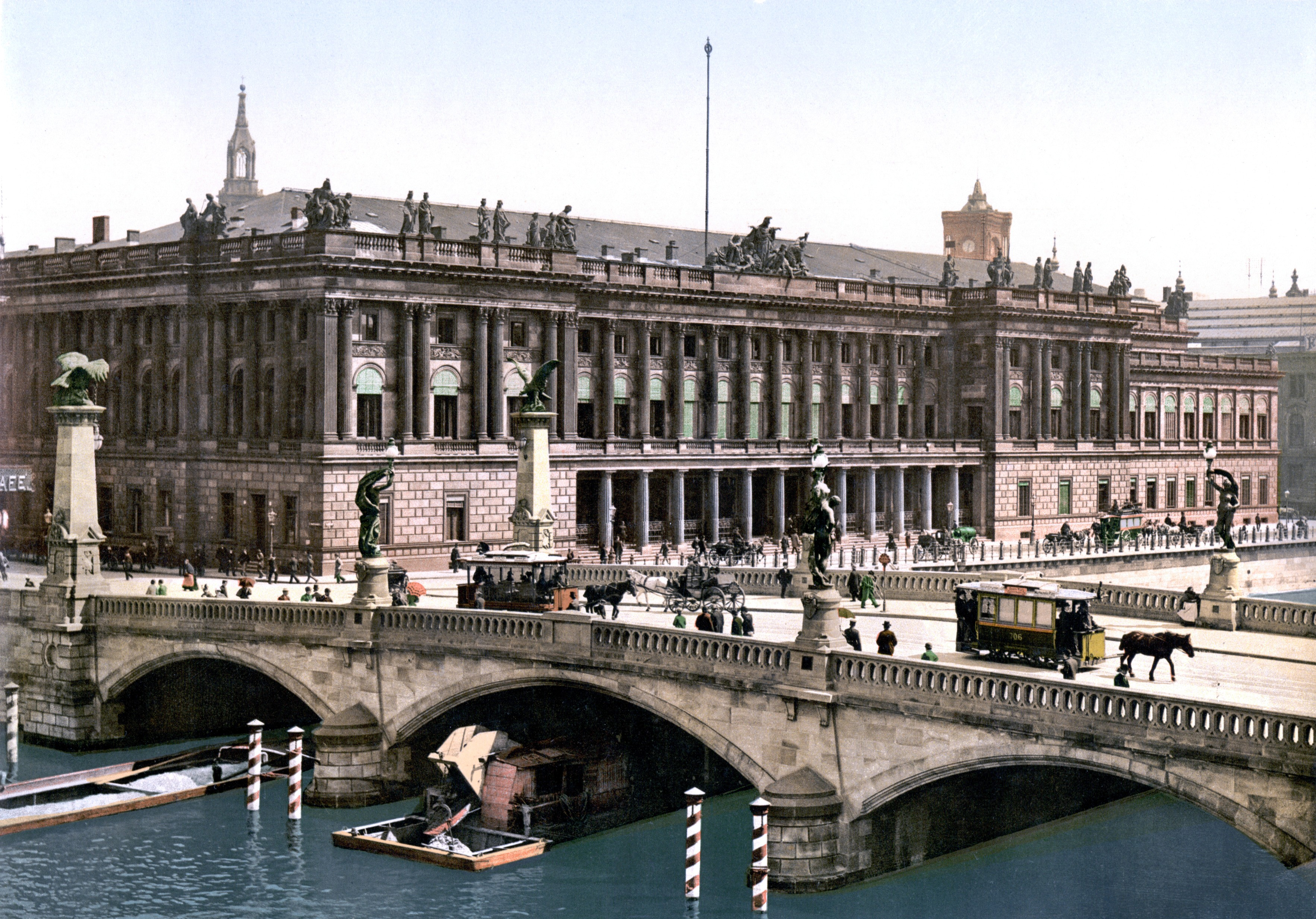
Börse mit Friedrichsbrücke, um 1900

Die Berliner Börse wurde am 29. Juni 1685 durch Kurfürst Friedrich Wilhelm in Berlin gegründet. Die erste Börsensitzung fand am 25. Februar 1739 statt. Zunächst wurde das Obergeschoss des ehemaligen Lusthauses im Lustgarten in direkter Nähe zum Berliner Stadtschloss genutzt, bevor dieses 1798 zugunsten eines Neubaus für die Börse an gleicher Stelle abgerissen wurde. Das Gebäude in der Burgstraße auf der anderen Seite der Spree wurde von 1859 bis 1864 von Friedrich Hitzig errichtet. Es wurde während des Zweiten Weltkriegs zerstört. Neben dem neuen Börsengebäude befand sich das Börsen-Hotel an der Burgstraße.

### Sechserbrücke
Die Cavaliers-Brücke wurde in der ersten Hälfte des 19. Jahrhunderts zwischen dem Lustgarten und dem Heilige-Geist-Viertel als Fußgängerbrücke aus Holz gebaut. Bekannter war sie als „Sechserbrücke“ – so wurden umgangssprachlich mehrere Brücken bezeichnet, für die 5 oder 6 Pfennig (also ein Sechser – wie der Berliner zum halben Groschen zu 12 Pfennig sagte) als Brückenzoll zu entrichten war. Um 1885 wurde diese durch die viel größere Kaiser-Wilhelm-Brücke (heute Liebknechtbrücke) ersetzt. Auf der anderen Seite der Spree lag die Kleine Burgstraße (heute: Karl-Liebknecht-Straße).

### Königliches Hof- und Stadtpostamt
Um 1650 begann der Große Kurfürst Postverbindungen in der Mark Brandenburg einzurichten und einen Postdirektor für die Residenz zu bestellen. 1683 gab es ein Posthaus an der Poststraße Ecke Georgenstraße (Königstraße), in dem das Generalpostamt und die Wohnung des Hofpostmeisters untergebracht waren.
Zu dieser Zeit wurden nur kurfürstliche/königliche Sendungen transportiert; Unternehmen und Privatleute mussten sich anderweitig behelfen. Nachdem Graf Kolbe von Wartenberg, einige Zeit auch Oberhofpostmeister, wegen Korruption Berlin verlassen musste, zog 1712 das Königliche Hofpostamt in sein Barockpalais an der Langen Brücke (Schlüter-Bau) – jetzt die Neue Post genannt. Das alte Gebäude in der Poststraße wurde noch bis in das 19. Jahrhundert als Wohnsitz des Generalpostmeisters genutzt, dann aber abgerissen.
Um 1826 kaufte die Berliner Stadtpost-Expedition auf Anweisung König Friedrich Wilhelms III. die ersten Grundstücke zur Errichtung des Hofpostamtes auf.

Auf dem Areal zwischen der Spandauer, König-, Heiligegeist- und der Kleinen Poststraße – heute etwa der östliche Teil des Marx-Engels-Forums – befand sich bis etwa 1945 das ehemalige Hof- und Stadtpostamt. Der etwa 12.000 m² große Komplex bestand zunächst aus mehreren vereinzelten Gebäuden, die nacheinander von der Post aufgekauft und 1882 durch einen Neubau ersetzt wurden.

## Pilgerweg Berlin–Wilsnack
Der Pilgerweg Berlin–Wilsnack wurde vom Ende des 14. Jahrhunderts bis in das 16. Jahrhundert begangen und war damals das wichtigste Pilgerziel Nordeuropas. Ausgangspunkt war die St. Marienkirche oder das Heilig-Geist-Spital in Berlin-Mitte. Das Ziel war die Wunderblutkirche St. Nikolai in Wilsnack im nordwestlichen Brandenburg. Seit der Erforschung des Pilgerwegs am Ende des 20. Jahrhunderts erlebt dieser eine Renaissance.

## Das Heilige-Geist-Viertel heute

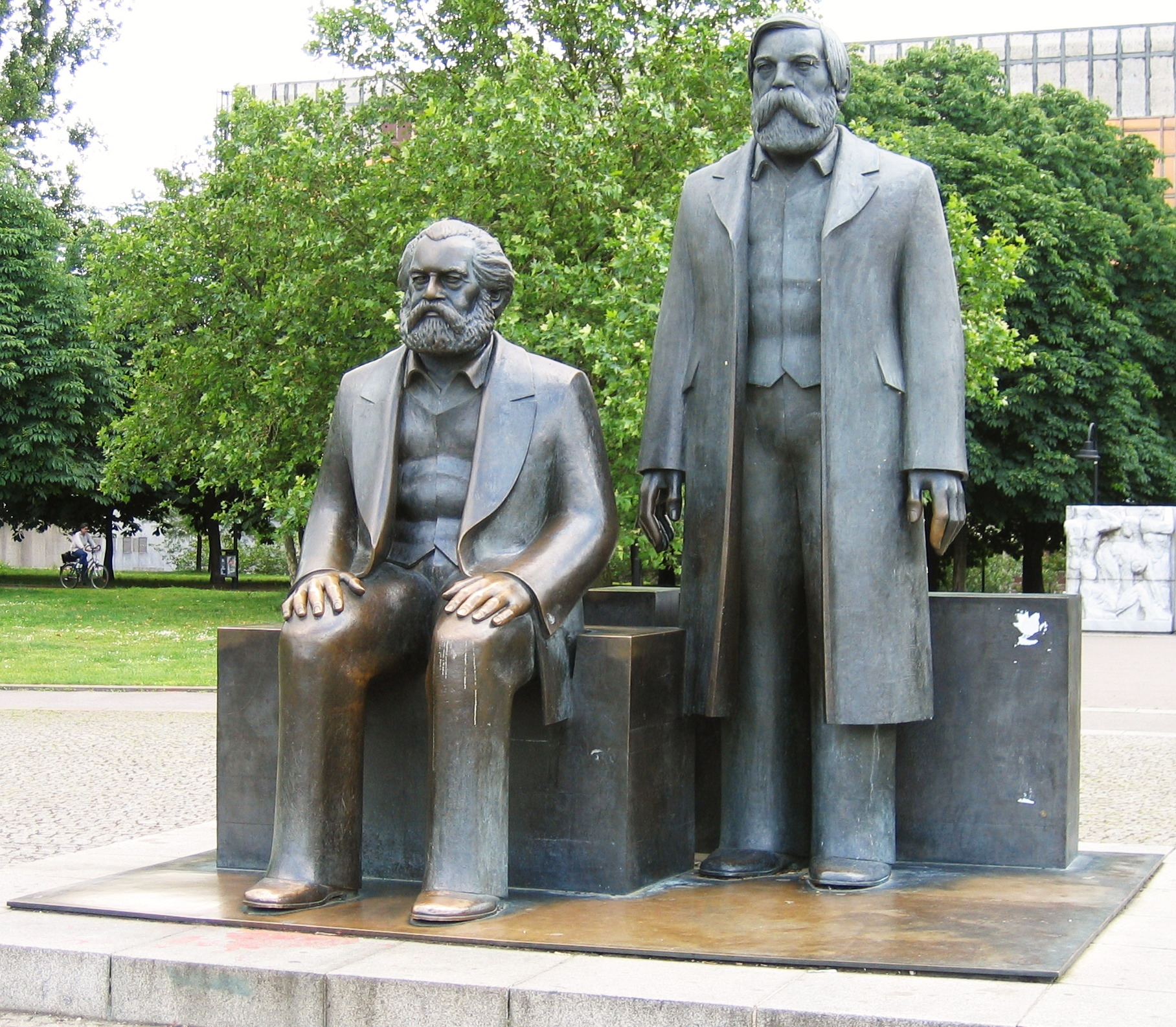
Denkmal für Karl Marx und Friedrich Engels

Heute befindet sich das Marx-Engels-Forum zwischen den Straßenzügen der Spandauer Straße, Karl-Liebknecht-Straße und Rathausstraße östlich der Spree. Wer nach dem Wiederaufbau des Berliner Stadtschlosses dieses an der Ostseite verlässt, blickt über die Spree auf das Marx-Engels-Forum und weiter Richtung Alexanderplatz in eine Parkanlage. Hier befindet sich heute das Denkmal für Karl Marx und Friedrich Engels in der Heilige-Geist-Straße 16. Einst stand an dieser Stelle ein Wohnhaus.
Anfang der 1970er Jahre, als bereits in vielen europäischen Städten der Wert der über Jahrhunderte gewachsenen Altstadtviertel wiederentdeckt wurde, sind hier im historischen Stadtkern von Berlin nach einem von Walter Ulbricht autorisierten Stadtumbau-Modell im Bereich zwischen Spree und Alexanderplatz alle Bauwerke mit Ausnahme der Marienkirche abgerissen worden, die den Krieg überstanden hatten, um Platz für den Bau des Fernsehturms und der DDR-Staatsachse zu schaffen.

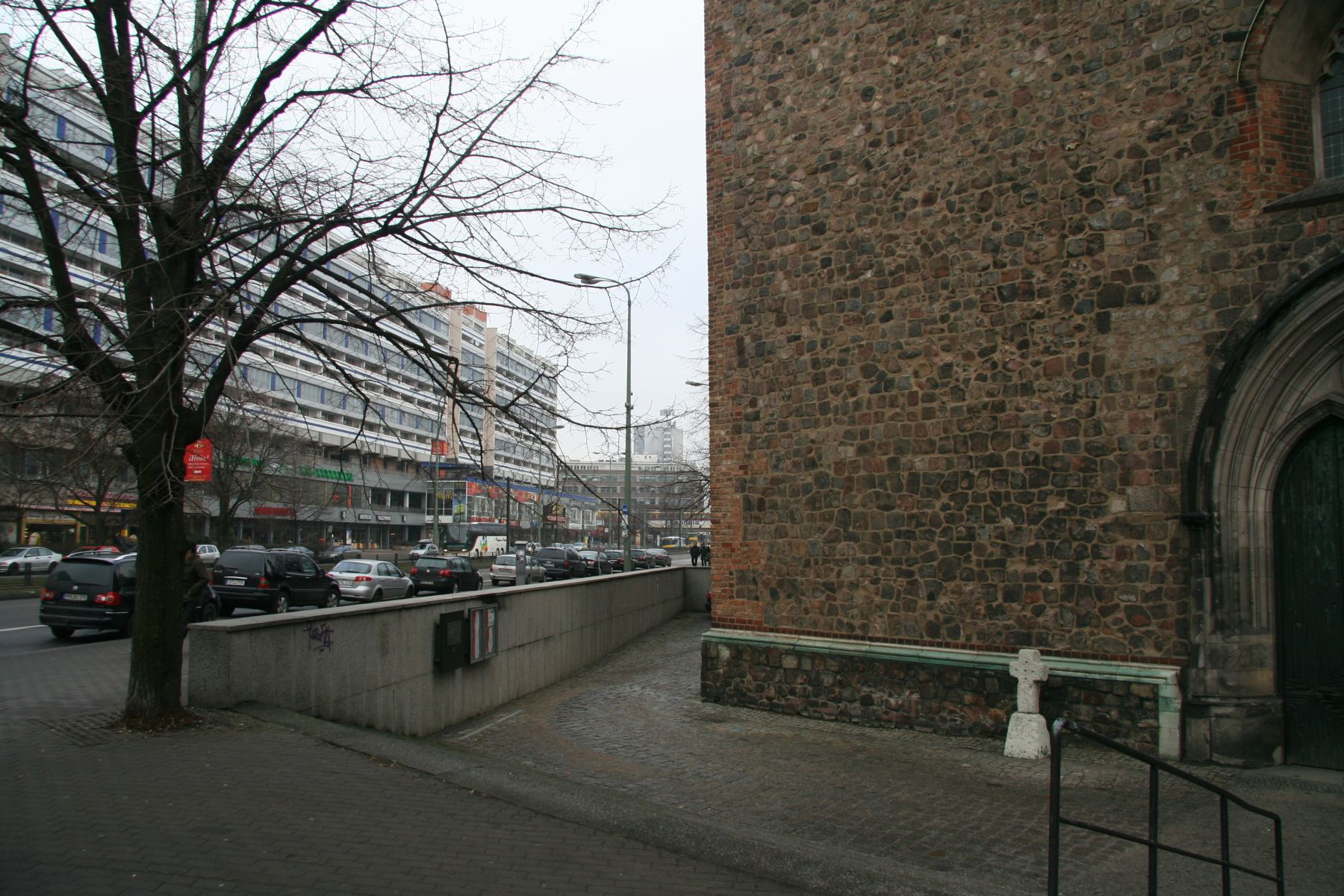
St. Marienkirche, Höhenunterschied zur Karl-Liebknecht-Straße

Wer heute über das Marx-Engels-Forum geht, kann nicht erkennen, dass sich an dieser Stelle in etwa 1,50 m Tiefe, unter dem heutigen Pflaster und der Parkanlage bis um 1945 das Heilige-Geist-Viertel im historischen Stadtkern von Alt-Berlin befand. Der Höhenunterschied wird erst erkennbar, wenn man vom Marx-Engels-Forum zur Marienkirche läuft und dort die Stufen zur Kirche hinabsteigt.
Mit der Durchlegung von bis zu zehnspurigen Verkehrsschneisen im Zuge der Grunerstraße und Karl-Liebknecht-Straße wurde aber auch der für alle mittelalterlichen Städte so typische ausgerundete Stadtgrundriss, der sich aus den alten Stadtmauern und der Umwallung ergab, zerschnitten und aus dem Stadtgedächtnis ausgelöscht (lediglich die Stadtbahn auf dem alten Festungsgraben zwischen den Bahnhöfen Alexanderplatz und Hackescher Markt zeichnet dies bis heute nach).
Es gibt allerdings Bestrebungen, den urbanen Charakter auch dieses Viertels wiederherzustellen. Schon 1999 beschloss der Berliner Senat das Planwerk Innenstadt als städtebauliches Leitbild, wobei aber für diesen Bereich – damals bis heute – kein Konsens für eine Reurbanisierung gefunden werden konnte. Eine langjährige Diskussion entwickelte sich zwischen den Befürwortern und den Gegnern einer wie auch immer gearteten Rekonstruktion. Es entstanden Pläne für einen von Hochhäusern dominierten Alexanderplatz, die auch eine Umbauung der Basis des Fernsehturms in historischer Traufhöhe vorsahen, sowie bauliche Einzelobjekte, die zwischen Rotem Rathaus und der Marienkirche deplatziert wirkten.